# G.I.L. Siderno 1942-1943
Questa pagina raccoglie le informazioni riguardanti la G.I.L. Siderno nelle competizioni ufficiali della stagione 1942-1943.
| N. |                   | Ruolo | Calciatore      |
| -- | ----------------- | ----- | --------------- |
|    | Italia (bandiera) | D     | A. Audino       |
|    | Italia (bandiera) | P     | L. Calderazzo   |
|    | Italia (bandiera) | A     | Antonio Cataldo |
|    | Italia (bandiera) | A     | V. Commisso     |
|    | Italia (bandiera) | D     | F. Cucciarello  |
|    | Italia (bandiera) | A     | A. Cutellè      |
|    | Italia (bandiera) | P     | B. Diano        |

| N. |                   | Ruolo | Calciatore         |
| -- | ----------------- | ----- | ------------------ |
|    | Italia (bandiera) | A     | D. Gardona         |
|    | Italia (bandiera) | D     | E. Pinazzi         |
|    | Italia (bandiera) | A     | G. Roberto         |
|    | Italia (bandiera) | D     | A. Squillace Greco |
|    | Italia (bandiera) | A     | B. Travani         |
|    | Italia (bandiera) | C     | Antonio Zannini    |